# سوشیال سرکل (جورجیا)
سوشیال سرکل، جورجیا (به انگلیسی: Social Circle, Georgia) یک شهر در ایالات متحده آمریکا با جمعیت ۴٬۲۶۲ نفر است که در جورجیا واقع شده‌است.

## موقعیت جغرافیایی
موقعیت جغرافیایی شهرها و مناطق اطراف به شرح زیر است: